# Хиперглицинемија
Хиреглицинемија је урођени поремећај метаболизма глицина. Узрок овог обољења је ензимски блок у провођењу глицина у серин, због чега долази до нагомилавања глицина у крви и његовог појачаног излучивања мокраћом. 

## Подела и симптоми болести
Постоји више облика хиперглицинемије.
- Хиперглицинемија са кетозом се јавља одмах по рођењу. Симптоми ове болести су мучнина и повраћање, метаболичка ацидоза, која брзо доводи до коме. Код оболелих се јавља и ментална заосталост. Сматра се да је узрок овог облика хиперглицинемије дефект ензима серин хидроксиметилтрансфераза.

- Хиперглицинемија без кетозе доводи до менталне заосталости и заостатка у физичком развоју код оболеле деце. Узрок је поремећај у ензимском комплексу глицин синтаза, којим се глицин разграђује.